# مجموعة الهياكل العظمية اليهودية
مجموعة الهياكل العظمية اليهودية محاولة من قبل النازيين لإنشاء عرض أنثروبولوجي لإظهار الدونية العنصرية المزعومة لـ «الجنس اليهودي» والتأكيد على مكانة اليهود بوصفهم «أونترمينش» («دون البشر»)، على عكس الجنس الألماني، والتي اعتبرها النازيون الإنسان الأعلى. كان من المقرر أن يتم تجميع المجموعة في معهد التشريح بجامعة الرايخ في ستراسبورج في منطقة الألزاس المرفقة، حيث تم إجراء التحضير الأولي للجثث.
تمت المصادقة على المجموعة من قبل هاينريش هيملر، وتم وضعه تحت إشراف أغسطس هيرت مع رودلف براندت وولفرام سيفرز، المدير العام لآننإربه، حيث كان مسؤولاً عن شراء الجثث وإعدادها.
كشفت أعمال هانز يواكيم لانج التي نُشرت في عام 2004 عن هوية جميع ضحايا هذا المشروع وتاريخهم العائلي، بناءً على اكتشاف أعداد السجناء الموجودة في Natzweiler-Struthof في سجلات أولئك الذين تم تلقيحهم ضد التيفوس في أوشفيتز. وضعت قائمة الأسماء في نصب تذكاري في المقبرة حيث دفن جميعهم، وفي المنشأة المستخدمة لقتلهم، وفي المعهد التشريحي حيث عثر على الجثث في عام 1944.

## الاختيار

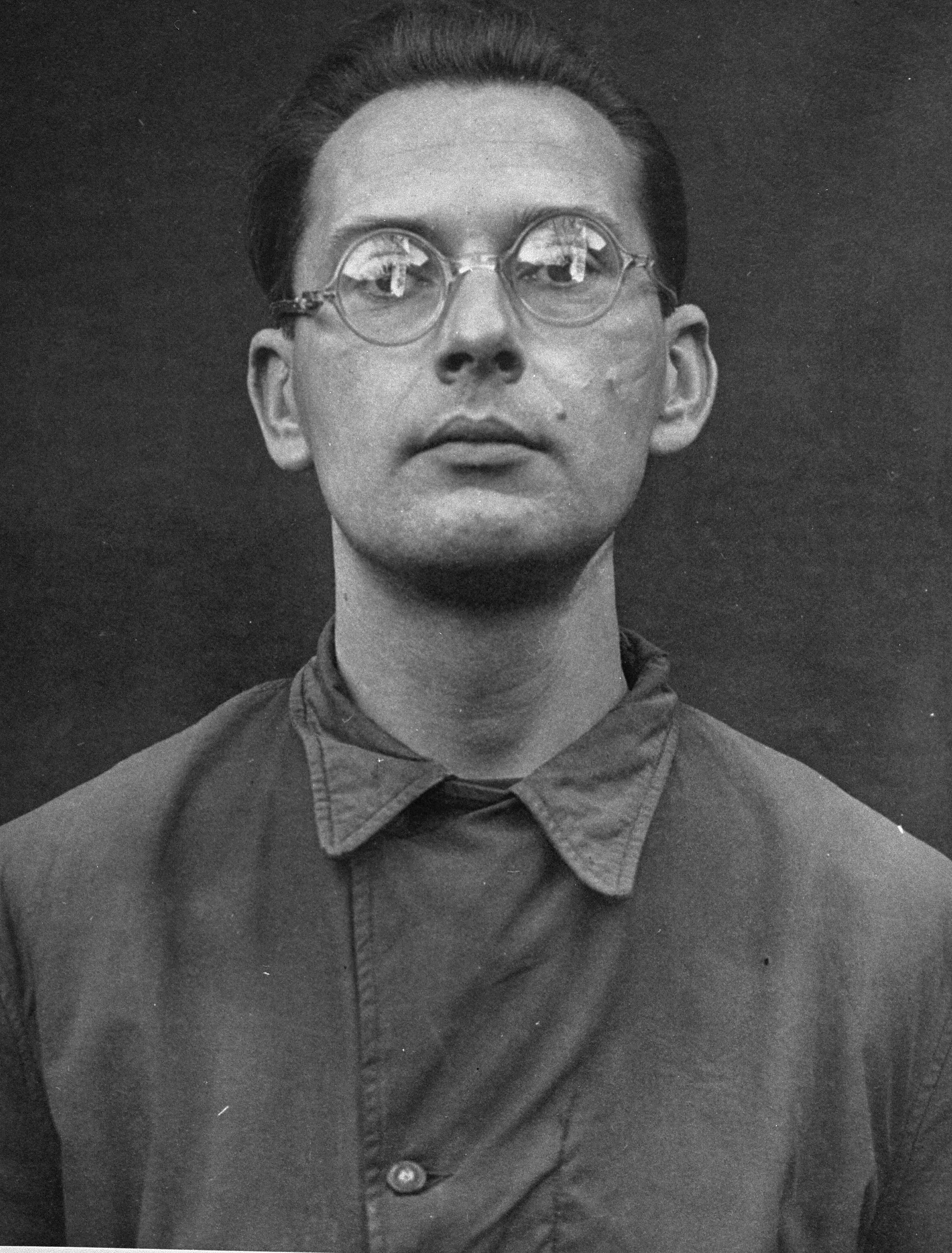
تصوير جنائي تعريفي لرودولف براندت، 1946

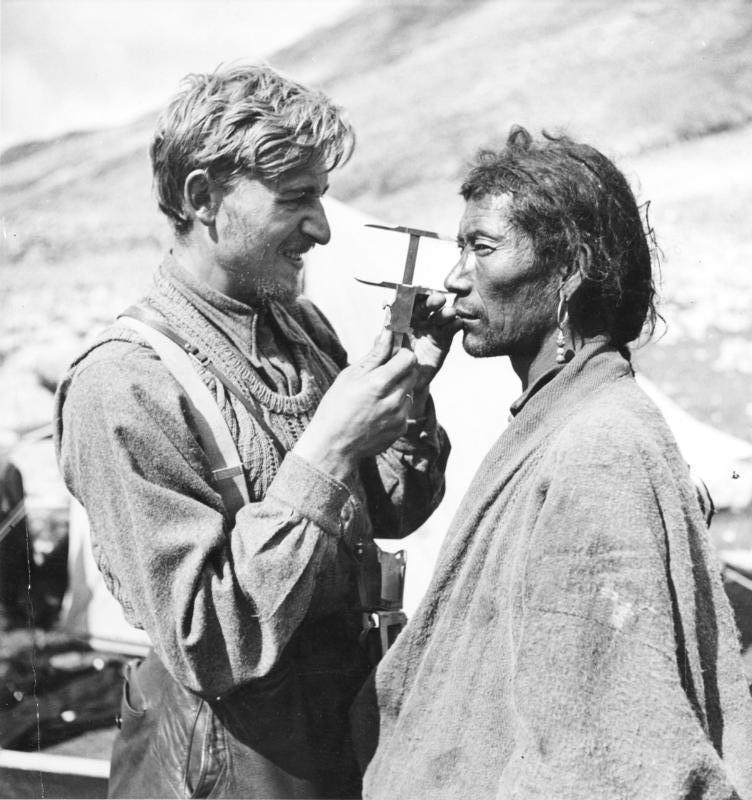
بدء إجراء دراسات الأنثروبومترية في سيكيم عام 1938.

تم تصميم المشروع بواسطة أغسطس هيرت، الذي قام بإدارة المراحل التي تم تنفيذها قبل نهاية الحرب وتوقف المشروع قبل اكتماله. في الأصل كانت «العينات» التي ستُستخدم في المجموعة هي أن تكون من الكوميستات اليهود في الجيش الأحمر الذين قبض عليهم الفيرماخت على الجبهة الشرقية. تم الحصول على الأشخاص الـ 86 الذين تم اختيارهم في النهاية للمجموعة من بين مجموعة من 115 سجينًا يهوديًا في معسكر اعتقال أوشفيتز في بولندا المحتلة. تم اختيارهم لخصائصهم العرقية النمطية المتصورة. أجريت التحديدات الأولية والاستعدادات من قبل إس إس-هوبتستثرمفهرر الدكتور برونو بيجر والدكتور هانس فليتشهاكر، الذين وصلوا إلى معسكر أوشفيتز في النصف الأول من عام 1943 والانتهاء من الأعمال التمهيدية من قبل 15 يونيو 1943. [بحاجة لمصدر]
بسبب وباء التيفوس في أوشفيتز، تم الحجر الصحي على المرشحين الذين تم اختيارهم لمجموعة الهيكل العظمي من أجل منعهم من المرض وتدمير قيمتها كعينات تشريحية. في ذلك الوقت، أخذت القياسات المادية من مجموعة مختارة من الناس. مقتطف من خطاب كتبه سيفرز في يونيو 1943 تقارير عن التحضير وباء التيفوس: «تم عمل 115 شخصًا، 79 منهم يهود، 30 يهوديات، 2 من البولنديين، و4 من الآسيويين. في الوقت الحالي، يتم فصل هؤلاء السجناء حسب الجنس وخضعو للحجر الصحي في مباني المستشفى في أوشفيتز». في فبراير 1942، قدم سيفرز إلى هيملر، من خلال رودولف براندت، تقريرًا منه مقتطفات في محاكمة أطباء نورمبرغ من قبل الجنرال تيلفورد تايلور، كبير محامي الادعاء في نورمبرغ:

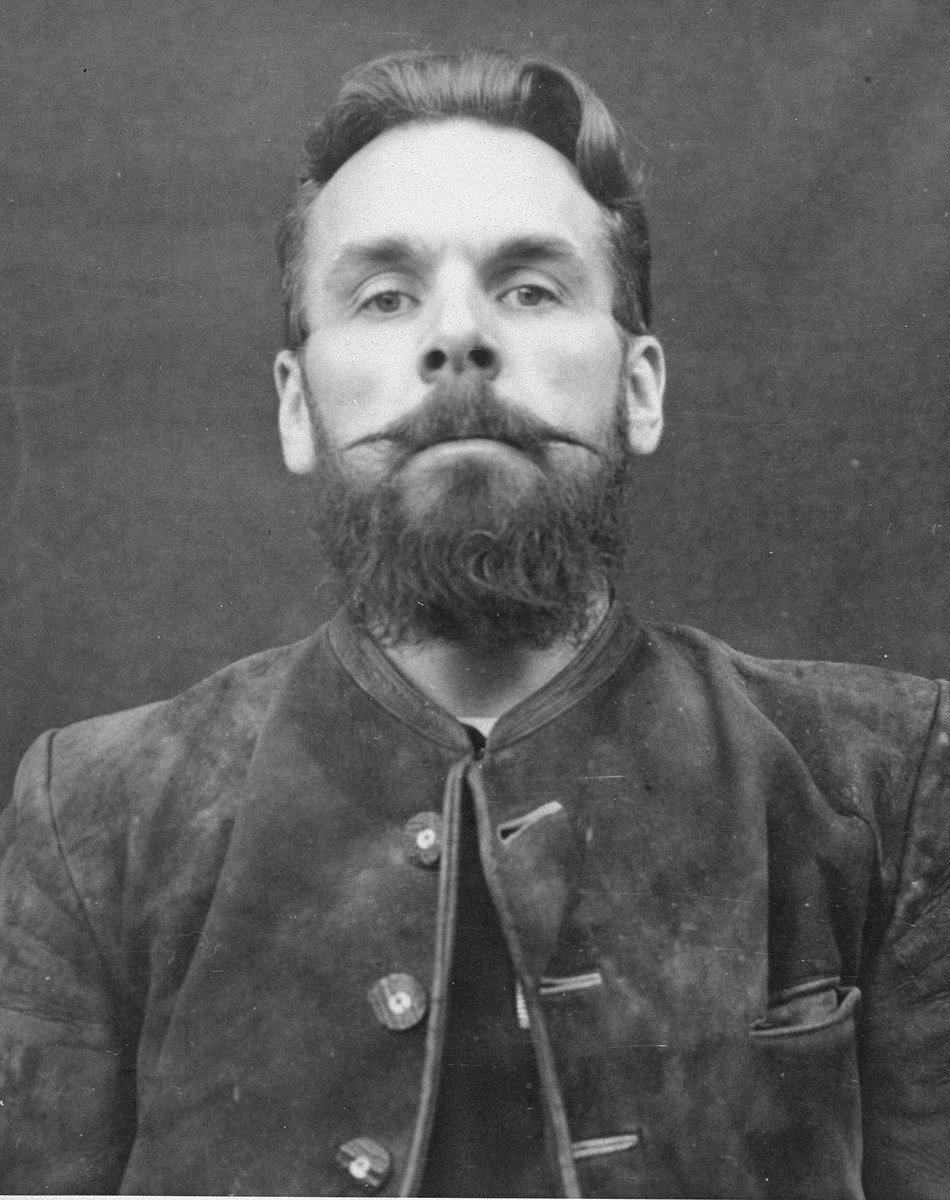
ولفرام سيفرز